# Jaime Rodríguez
Jaime Rodríguez (San Salvador, 1959. január 17. –) salvadori válogatott labdarúgó.
A salvadori válogatott tagjaként részt vett az 1982-es világbajnokságon.

## Statisztika
| Salvadori válogatott | Salvadori válogatott | Salvadori válogatott |
| Időszak              | Mérk.                | gól                  |
| -------------------- | -------------------- | -------------------- |
| 1979                 |                      |                      |
| 1980                 |                      |                      |
| 1981                 |                      |                      |
| 1982                 |                      |                      |
| 1983                 |                      |                      |
| 1984                 |                      |                      |
| 1985                 |                      |                      |
| 1986                 |                      |                      |
| 1987                 |                      |                      |
| 1988                 |                      |                      |
| 1989                 | 8                    | 1                    |
| Összesen             | 8+                   | 1+                   |